# Эйхлер, Исраэль
Исраэль Эйхлер (ивр. ישראל אייכלר‎; род. 27 марта 1955 года, Иерусалим, Израиль) — израильский политик, депутат кнессета (16 и 18—23 созывы) от фракции «Яхадут ха-Тора».

## Биография
Исраэль Эйхлер родился 27 марта 1955 года в Иерусалиме.
Окончил религиозное учреждение белзских хасидов «Махзикей ха-дат», имеет право работать преподавателем. Эйхлер женат, имеет четырнадцать детей, живёт в Иерусалиме, владеет ивритом, арабским языком и идишем.
В период с февраля 2003 года, по февраль 2005 года Эйхлер работал в составе кнессета 16-го созыва, был председателем комиссии по обращениям граждан, исполнял обязанности члена финансовой комиссии.
В феврале 2011 года он сменил депутата Меира Поруша, в составе кнессета. Против его возвращения в парламент выступала организация «ХИДУШ», которая обвинила его в антисионизме. Ему приписывались такие высказывания как «Израиль — вражеское государство», «Израиль — национальная катастрофа исторического масштаба», «Те, кто выступают против религиозного засилья — „нацисты“» и так далее.
В кнессете 18-го созыва Эйхлер возглавил фракцию «Яхадут ха-Тора». Также он вошел в состав комиссии кнессета, комиссии по экономике, комиссии по образованию, культуре и спорту.